# Перевирське
Озеро Перевирське — гідрологічний заказник місцевого значення. Об'єкт розташований на території Турійського району Волинської області, с. Новий Двір.

## Коротка інформація
Площа — 31,4 га, статус отриманий у 1994 році, реорганізований у 2000 році. Знаходиться відносно близько від Луцька (60 км).
Озеро карстового походження Олеандра площею 20,2 га, об'ємом — 1523,1 тис. м³, середньою глибиною — 7,5 м, максимальною — 21,7 м з рівним піщаним дном, лише частково замуленим у прибережній частині, прозорою водою. Береги озера піщані, лише західне узбережжя заросло повітряно-водними макрофітами.
В озері водяться риби: вугор європейський, лящ, короп, в'юн, окунь, щука, лин, плітка. У заказнику мешкають та розмножуються водоплавні і навколоводні птахи: лебідь-шипун, лиска, крижень, чирянка велика, кулик-сорока, коловодники звичайний і болотяний, курочка водяна, пірникози велика і мала та інші. Саме воно з давніх-давен було найбільшим годувальником для місцевих селян. Тут водилося не лише чимало різноманітної риби, а й велетенські раки. І хоч озеро має велику глибину, понад двадцять метрів, у ньому ніколи не було потопельників. Цим особливо гордяться місцеві. Саме тому в народі озеро називають Святим, бо воно ні в кого не забрало життя. А вода має цілющі властивості.
Я відвідував це озеро кілька раз за літо, про мінуси: вхід до води лише через загальні та індивідуальні дерев'яні пірси, оскільки озеро трохи заросле, туалет один на всю територію, не налагоджений бізнес з прийому відпочивальників, смітники відсутні, бесідки теж, до найближчого магазину — кілометрів зо шість, місцями — грунтова дорога, що при сильних дощах може стати перешкодою для доїзду.